# NGC 4929
NGC 4929 is een elliptisch sterrenstelsel in het sterrenbeeld Hoofdhaar. Het hemelobject werd op 20 april 1865 ontdekt door de Duits-Deense astronoom Heinrich Louis d'Arrest.

## Synoniemen
- MCG 5-31-111
- ZWG 160.113
- DRCG 27-166
- PGC 45027